# Orbitolinoides
Orbitolinoides es un género de foraminífero bentónico considerado un sinónimo posterior de Cushmania de la subfamilia Dictyoconinae, de la familia Orbitolinidae, de la superfamilia Orbitolinoidea, del suborden Orbitolinina y del orden Loftusiida. Su especie tipo era Orbitolinoides senni. Su rango cronoestratigráfico abarcaba el Eoceno.

## Discusión
Clasificaciones previas incluían Orbitolinoides en el suborden Textulariina del orden Textulariida o en el orden Lituolida.

## Clasificación
Orbitolinoides incluía a la siguiente especie:
- Orbitolinoides senni †